# Vitovlje Malo
Vitovlje Malo es un pueblo de la municipalidad de Dobretići, en el cantón de Bosnia Central, Bosnia y Herzegovina.

## Superficie
Posee una superficie de 6,56 kilómetros cuadrados.

## Demografía
Hasta 2013 la población era de 163 habitantes, con una densidad de población de 24,9 habitantes por kilómetro cuadrado.